# Сент-Анжель (Алье)
Сент-Анже́ль (фр. Saint-Angel) — коммуна во Франции, находится в регионе Овернь. Департамент коммуны — Алье. Входит в состав кантона Восточный Монлюсон. Округ коммуны — Монлюсон.
Код INSEE коммуны — 03217.

## Население
Население коммуны на 2008 год составляло 736 человек.
| 1962 | 1968 | 1975 | 1982 | 1990 | 1999 | 2008 |
| ---- | ---- | ---- | ---- | ---- | ---- | ---- |
| 441  | 451  | 401  | 548  | 629  | 685  | 736  |

## Экономика
В 2007 году среди 476 человек в трудоспособном возрасте (15—64 лет) 364 были экономически активными, 112 — неактивными (показатель активности — 76,5 %, в 1999 году было 70,0 %). Из 364 активных работали 344 человека (181 мужчина и 163 женщины), безработных было 20 (5 мужчин и 15 женщин). Среди 112 неактивных 42 человека были учениками или студентами, 47 — пенсионерами, 23 были неактивными по другим причинам.

## Достопримечательности
- Церковь Сен-Мишель (XIX век)